# 卡可特尔河
卡可特尔河，也称清水河，位于中华人民共和国青海省海西蒙古族藏族自治州都兰县东南部的一条河流，香日德河右岸支流，发源于布尔汗布达山东段的可可阿达尔干山和夏日乌拉山之间，蜿蜒向西北流，经沟里乡智玉村和乡政府驻地，最后汇入柴达木河香日德河段。河长79千米，流域面积1949平方千米，河道平均比降15.9‰，年均径流量0.97亿立方米。流域内富有金矿资源。德马高速公路（G0615）贯穿流域。